# Kacha Katsjarava
Kakhaber ("Kakha" of "Kakhi") Kacharava (Georgisch: კახა კაჭარავა) (Senaki, 19 september 1966) is een voormalig voetballer uit Georgië, die gedurende zijn actieve loopbaan als aanvaller speelde voor onder meer Dinamo Tbilisi. Hij is sinds 2009 de trainer-coach van Dinamo Tbilisi.

## Interlandcarrière
Kacharava speelde in de periode 1992-1994 twee officiële interlands (één doelpunt) voor het Georgisch voetbalelftal. Hij wordt in eigen land vooral herinnerd aan het feit dat hij het tweede doelpunt uit de geschiedenis van de nationale ploeg maakte. Dat gebeurde op 27 mei 1990 in een officieuze oefeninterland tegen Litouwen, toen Kacharava in de 81ste minuut de eindstand bepaalde op 2-2. Het eerste Georgische doelpunt kwam op naam van Gija Goeroeli.